# Wieża mieszkalna w Starej Łomnicy
Wieża mieszkalna w Starej Łomnicy – zabytkowa wieża wybudowana na przełomie XIV i XV w. w Starej Łomnicy, wsi w Polsce, w województwie dolnośląskim, w powiecie kłodzkim, w gminie Bystrzyca Kłodzka.

## Opis
Pięciokondygnacyjna wieża obronna wybudowana na planie prostokąta o wymiarach 7 na 9 m. z kamienia pod koniec XIV w. lub w początkach XV w. przez von Pannwitzów. Wieża jest częścią zespołu dworskiego.

## Bibliografia

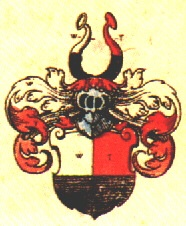
Herb von Pannwitz